# نوكن
نوكن (بالفارسية: نوکن) هي قرية تقع في قسم آبدان الريفي (مقاطعة دير) في إيران. يقدر عدد سكانها بـ 30 نسمة .